# Hopewell, New York
Hopewell är en ort i Ontario County i den amerikanska delstaten New York med en yta 92,4 km² och en folkmängd som uppgår till 3 747 invånare (2010). Hopewell uppstod den 29 mars 1822 i samband med delningen av kommunen Gorham. Södra delen fick även fortsättningsvis heta Gorham men norra delen döptes om till Hopewell.

## Kända personer från Hopewell
- Henry Flagler, affärsman
- Daniel Myron LeFever, vapentillverkare och uppfinnare
- Edyth Walker, operasångare